# Kate Gallego
Pour les articles homonymes, voir Gallego.
Kate Gallego, née Kate Widland le 21 octobre 1981 à Albuquerque, est une femme politique américaine, membre du Parti démocrate. Elle est maire de Phoenix depuis mars 2019.

## Biographie

### Jeunesse
Elle naît et grandit à Albuquerque dans l'État du Nouveau-Mexique. Elle est la fille de deux avocats originaires de Chicago venus s'installer après le blizzard de 1979. Elle est diplômée d'un bachelor en sciences de l'environnement à l'université Harvard, et d'un master en administration des affaires obtenu à l'université de Pennsylvanie.

### Carrière politique
En 2013, Kate Gallego intègre le conseil municipal de Phoenix,,,. 
En octobre 2017, elle annonce sa candidature à la mairie de Phoenix, et quitte son poste au conseil municipal le 7 août 2018.
En mars 2019, elle remporte les élections municipales face au républicain Daniel Valenzuela. Elle entre en fonction le 21 mars 2019.

## Vie personnelle
En 2010, elle se marie à l'homme politique Ruben Gallego. Le couple divorce en 2017.